# 安田文左衛門
安田 文左衛門（やすだ ぶんざえもん）は、江戸時代前期 - 中期にかけての大和郡山藩士、その後、護持院隆光の推薦により常陸国水戸藩（水戸徳川家）に雇われた。清水仁衛門と共に、松波良利の水戸藩改革に関係した。

## 生涯
「水府系纂」（彰考館所蔵）によれば、安田は元禄14年（1701年）7月25日に200石の書院番組（書院番士）として召抱えられた。その後、元禄16年（1703年）11月に割物奉行、病のために宝永2年（1705年）11月に寄合組、宝永3年（1706年）8月に郡奉行、宝永4年（1707年）正月に再び寄合組になった。享保5年（1720年）7月6日に願により暇になっている。その後筑波に隠退した。
元禄16年11月、安田文左衛門は書院番組から割物奉行（財政を司る）に任命され、「紙金」（藩札）発行のことを指図することとなった。そして、12月には江戸藩邸で発行方針が定まり、歳末27日、安田のほか興津良長(市郎兵衛)(300石、水戸藩奉行)・芦川政矩(市兵衛)(300石、水戸藩用人)らが新年早々水戸へ出向くよう命令を受けた。元禄17年（＝宝永元年、1704年）2月、藩札発行の達（たっし）と共に、「紙金拵所」が水戸城内に開設され、役金奉行の垪和弥二衛門・逸見作衛門が紙金奉行に転じ、その下に札場金見1人、手代5人、そのほか役金方の下役人1人、合わせて7人が付属させられた。城下の町人から、駿河屋次（治）郎衛門と福島屋次（治）兵衛が札元としてこれに参加した。藩札用の紙は、久慈郡中染村（久慈郡水府村）の岡衛門に命じて漉かせた。紙の漉き方には特に念を入れて、縦横に一度ずつ漉いて紙質を丈夫にし、藩札の真贋を見分け易くして、贋札の出るのを防止しようとした。宝永元年4月27日から城下七軒町に「札場」（両替所）を開設し、正金を札金に引き換えるよう命令した。藩札はわずか4年後の宝永4年10月に幕府が藩札禁止令を出したので停止となった。